# Прунішор (Мехедінць)
Прунішор (рум. Prunișor) — село у повіті Мехедінць в Румунії. Входить до складу комуни Прунішор.
Село розташоване на відстані 252 км на захід від Бухареста, 20 км на схід від Дробета-Турну-Северина, 77 км на північний захід від Крайови.

## Населення
За даними перепису населення 2002 року у селі проживали 537 осіб.
Національний склад населення села:
| Національність | Кількість осіб | Відсоток |
| -------------- | -------------- | -------- |
| румуни         | 532            | 99,1%    |
| цигани         | 5              | 0,9%     |

Рідною мовою назвали:
| Мова      | Кількість осіб | Відсоток |
| --------- | -------------- | -------- |
| румунська | 532            | 99,1%    |
| циганська | 5              | 0,9%     |